# Слуцкий, Александр Львович
Алекса́ндр Льво́вич Слу́цкий (род. 27 октября 1940, Баку) — советский и российский дирижёр и скрипач; артист и дирижёр Государственного академического симфонического оркестра России имени Е. Ф. Светланова, Заслуженный артист Российской Федерации (2004).

## Биография
Александр Слуцкий учился в Новосибирской консерватории по классу скрипки. Будучи студентом консерватории, он играл в Новосибирском академическом симфоническом оркестре под управлением Арнольда Каца. С 1969 по 1973 год Слуцкий был солистом Кемеровской государственной филармонии. В 1973 году он стал артистом Госоркестра СССР под управлением Евгения Светланова. Затем Александр Слуцкий занялся дирижированием. Пройдя мастер-класс финского дирижёра Йормы Панулы, он стал сотрудничать с несколькими московскими оркестрами в качестве приглашённого дирижёра и стал вторым дирижёром Госоркестра России. Этот оркестр под управлением Слуцкого ежегодно принимает участие в госэкзаменах кафедры композиции Московской консерватории. Александр Слуцкий также руководит концертами абонемента Московской филармонии «Молодые таланты».

## Награды и звания
- Заслуженный артист Российской Федерации (2004)[1]
- Медаль святого благоверного князя Даниила Московского (2008)[2][3]
- Медаль ордена «За заслуги перед Отечеством» II степени (2012)[4]